# Oreobates
Az Oreobates a kétéltűek (Amphibia) osztályába, a békák (Anura) rendjébe és a Craugastoridae családba, azon belül a Holoadeninae alcsaládba tartozó nem.

## Előfordulása
A nembe tartozó fajok az Andok alacsonyabban fekvő lejtőin, az Amazonas-medencében, Kolumbiától, Brazílián át Argentínáig honosak.

## Taxonómiai helyzete
A nembe fajainak többsége korábban az Ischnocnema nembe tartozott, de egy 2006-ban végzett felülvizsgálatot követően átsorolták őket az Oreobates nembe. Testvér taxonja a Lynchius.

## Rendszerezés
A nembe az alábbi fajok tartoznak:
- Oreobates amarakaeri Padial, Chaparro, Castroviejo-Fisher, Guayasamin, Lehr, Delgado, Vaira, Teixeira, Aguayo-Vedia & De la Riva, 2012
- Oreobates antrum Vaz-Silva, Maciel, Andrade & Amaro, 2018
- Oreobates ayacucho (Lehr, 2007)
- Oreobates barituensis Vaira & Ferrari, 2008
- Oreobates berdemenos Pereyra, Cardozo, Baldo & Baldo, 2014
- Oreobates choristolemma (Harvey & Sheehy, 2005)
- Oreobates crepitans (Bokermann, 1965)
- Oreobates cruralis (Boulenger, 1902)
- Oreobates discoidalis (Peracca, 1895)
- Oreobates gemcare Padial, Chaparro, Castroviejo-Fisher, Guayasamin, Lehr, Delgado, Vaira, Teixeira, Aguayo-Vedia & De la Riva, 2012
- Oreobates granulosus (Boulenger, 1903)
- Oreobates heterodactylus (Miranda-Ribeiro, 1937)
- Oreobates ibischi (Reichle, Lötters & De la Riva, 2001)
- Oreobates lehri (Padial, Chaparro & De la Riva, 2007)
- Oreobates lundbergi (Lehr, 2005)
- Oreobates machiguenga Padial, Chaparro, Castroviejo-Fisher, Guayasamin, Lehr, Delgado, Vaira, Teixeira, Aguayo-Vedia & De la Riva, 2012
- Oreobates madidi (Padial, Gonzales-Álvarez & De la Riva, 2005)
- Oreobates pereger (Lynch, 1975)
- Oreobates quixensis Jiménez de la Espada, 1872
- Oreobates remotus Teixeira, Amaro, Recoder, Sena & Rodrigues, 2012
- Oreobates sanctaecrucis (Harvey & Keck, 1995)
- Oreobates sanderi (Padial, Reichle & De la Riva, 2005)
- Oreobates saxatilis (Duellman, 1990)
- Oreobates yanucu Köhler & Padial, 2016
- Oreobates zongoensis (Reichle & Köhler, 1997)